# Christian Apfelbacher
Christian Jochim Apfelbacher (* 1977 in Freising) ist ein deutscher Gesundheitswissenschaftler, Epidemiologe und Hochschullehrer. Er ist Direktor des Instituts für Sozialmedizin und Gesundheitssystemforschung der Universität Magdeburg.

## Werdegang
Christian Apfelbacher studierte Philosophie an der Hochschule für Philosophie München mit den Abschlüssen Magister Artium (2003), Staatsexamen für Lehramt an beruflichen Schulen und Diplom in Berufspädagogik (2004). In den Jahren 2005 und 2006 studierte er Epidemiologie an der Universität Heidelberg erwarb einen Masterabschluss in Public Health an der London School of Hygiene and Tropical Medicine. Danach war er bis 2008 an der Division of Public Health and Primary Care, Brighton and Sussex Medical School in Großbritannien als wissenschaftlicher Mitarbeiter tätig und anschließend bis 2010 an der Abteilung Klinische Sozialmedizin des Universitätsklinikums Heidelberg, wo er 2008 zum Doctor scientiarum humanarum (Dr.sc.hum.) promoviert wurde.
Von 2010 bis 2019 war Christian Apfelbacher als medizinischer Soziologe am Institut für Epidemiologie und Präventivmedizin der Universität Regensburg tätig. 2013 wurde er an der Brighton and Sussex Medical School zum Doctor of Philosophy (PhD) promoviert und habilitierte sich an der Universität Regensburg im Fach Medizinische Soziologie.
Seit 2017 ist Apfelbacher Visiting Professor of Health Services Research, Family Medicine, Lee Kong Chian School of Medicine, Nanyang Technological University in Singapur. 2019 wurde er zum Direktor des Instituts für Sozialmedizin und Gesundheitsökonomie der Otto-von-Guericke-Universität Magdeburg ernannt.

## Funktionen und Mitgliedschaften (Auswahl)
Christian Apfelbacher ist unter anderem geschäftsführendes Vorstandsmitglied der Deutschen Gesellschaft für Sozialmedizin und Prävention (DGSMP), Sprecher der DFG-Forschungsgruppe HELICAP, Mitglied der DFG-Kommission Pandemieforschung, Mitglied der Koordinierungs- und Steuerungsgruppe des Kompetenznetzes Public Health zu COVID-19.